# لیک پوکوتوپاگ (کنتیکت)
لیک پوکوتوپاگ (به انگلیسی: Lake Pocotopaug) یک منطقهٔ مسکونی در ایالات متحده آمریکا است که در کنتیکت واقع شده‌است. لیک پوکوتوپاگ ۹ کیلومتر مربع مساحت و ۳٬۱۶۹ نفر جمعیت دارد.